# Nicolai Kleinenberg
Nicolai (Nicolaus) Jakob Kleinenberg, född 11 mars 1842 i Libau, död 5 november 1897 i Neapel, var en balttysk zoolog. 
Kleinenberg blev privatdocent i zoologi i Jena, var sedermera Anton Dohrn behjälplig med grundandet av den zoologiska stationen i Neapel samt blev därefter professor i zoologi i Messina och Palermo. Han var en av sin tids främsta forskare inom morfologi – särskilt embryologi. 
Sedan Kleinenberg 1872 i en monografi över släktet Hydra (ett av de ursprungliga flercelliga djuren) påvisat nervsystemets första framträdande inom organismernas serie, följde studier av flera maskformers embryologi och detta organsystems evolutionära utveckling, samtidigt som han lämnade grundläggande bidrag till kännedomen om en del andra organs utvecklingshistoria. Hans förord till den tyska upplaga av Francis Maitland Balfours handledning rörande hönsäggets embryologi väckte på sin tid mycket uppseende på grund av den satiriska skärpan, med vilken han gisslade en del missriktningar inom den morfologiska vetenskapen. Bland hans arbeten kan förutom de nämnda framhållas Sullo sviluppo del Lumbricus trapezoides (1878) och Die Entstehung des Annelids aus der Larve von Lopadorhynchus (1886).